# 2006年度點正娛樂新聞王得獎名單
2006年度點正娛樂新聞王於2007年2月4日奧海城舉行，當日共頒發16個項目，所有獎項均為由選舉得出，以下為當晚的得獎名單：

## 得獎名單
- 樂壇男新聞王
  - 劉德華
    - 候選名單：劉德華、李克勤、陳奕迅、許志安、古巨基
- 樂壇女新聞王
  - 衛蘭
    - 候選名單：衛蘭、Twins、何韻詩、楊千嬅、容祖兒
- 樂壇新登場新聞王
  - 衛詩
    - 候選名單：泳兒、衛詩、謝安琪、Sun Boy'z、關楚耀
- 樂壇幕後新聞王
  - 霍汶希
    - 候選名單：黃柏高、霍汶希、小美、林珊珊、郭啟華
- 電影男新聞王
  - 任達華
    - 候選名單：任達華、古天樂、吳彥祖、郭富城、謝霆鋒
- 電影女新聞王
  - 蔡卓妍
    - 候選名單：蔡卓妍、林嘉欣、周迅、舒淇、楊千嬅
- 電影新登場新聞王
  - 吳景滔
    - 候選名單：吳景滔、側田、梁洛施、張莤、鈴木仁
- 電影幕後新聞王
  - 徐小明
    - 候選名單：徐小明、杜琪峰、劉偉強、劉德華、譚家明
- 電視男新聞王
  - 馬德鐘
    - 候選名單：吳卓羲、鄭嘉穎、馬德鐘、黄宗澤、郭晉安
- 電視女新聞王
  - 鄧萃雯
    - 候選名單：鄧萃雯、佘詩曼、胡杏兒、黎姿、蔡少芬
- 電視新登場新聞王
  - 黃德斌
    - 候選名單：黃德斌、馬國明、徐子珊、鍾嘉欣、黎諾懿
- 電視主持新聞王
  - 陳志雲
    - 候選名單：沈殿霞、許冠文、陳志雲、黃偉文、曾志偉
- 模特兒新聞王
  - 周汶錡
    - 候選名單：周汶錡、陳嘉容、樂基兒、Lisa S.、Rosemary
- 慈善新聞王
  - 傅明憲
    - 候選名單：侯維德、梁安琪、傅明憲、羅霖、羅麗莎
- 健康組合新聞王
  - 李司棋、顧紀筠
    - 候選名單：（李司棋、顧紀筠）、（新香蕉俱樂部）、（安德尊、黃宇詩）、（快必、慢必）、（林伯希、李紫昕）
- 內地聽眾投選香港新聞王
  - 劉德華